# Donna Hartley
Donna-Marie Louise Hartley, geborene Donna Murray, spätere Donna Hartley-Wass, (* 1. Mai 1955 in Southampton; † 7. Juni 2013 in Yorkshire) war eine britische Leichtathletin.
Über 200 m erreichte die Sprinterin bei den Olympischen Spielen 1972 in München das Halbfinale. 1976 kam sie bei den Olympischen Spielen in Montreal über 400 m ins Viertelfinale und belegte mit der britischen Mannschaft in der 4-mal-400-Meter-Staffel den siebten Platz.
1978 siegte sie für England startend bei den Commonwealth Games in Edmonton sowohl über 400 m wie auch in der 4-mal-400-Meter-Staffel. Bei den kurz danach stattfindenden Leichtathletik-Europameisterschaften in Prag folgte ein sechster Platz über 400 m und ein vierter Platz in der Staffel.
Bei den Olympischen Spielen 1980 in Moskau gehörte sie zum britischen Quartett, das in der 4-mal-400-Meter-Staffel Bronze gewann.
1977 heiratete sie ihren Sprinterkollegen Bill Hartley, das Paar trennte sich bereits nach kurzer Zeit wieder. 1987 heiratete sie den Schauspieler Robert Wass, bekannter unter seinem Künstlernamen Bobby Knutt, und begann unter dem Namen Donna Hartley-Wass eine Karriere als Bodybuilderin. 1979 wurde sie als Member in den Order of the British Empire aufgenommen.

## Persönliche Bestzeiten
- 100 m: 11,46 s, 22. März 1975, Pretoria
- 200 m: 22,75 s, 17. Juni 1978, Birmingham
- 400 m: 51,28 s, 12. Juli 1975, Sofia